# Río Chocancharava
Der Río Chocancharava, umgangssprachlich Río Cuarto wie die gleichnamige Stadt Río Cuarto, ist ein Fluss in Argentinien.
Der ca. 400 km lange Fluss entspringt in der südlichen Spitze der Sierras de Córdoba, den Comechingones, und läuft entlang des südlich-zentralen Bereichs der Provinz Córdoba. Nordöstlich der Stadt La Carlota befindet sich ein ausgedehntes Sumpfgebiet mit Namen Bañado del Rio Saladillo in das der Fluss aus südwestlicher Richtung einmündet. Das Wasser des Río Chocancharava fließt von dort als Río Saladillo ab und mündet in den Río Paraná.